# Go West, Young Man
Go West, Young Man és una pel·lícula estatunidenca dirigida per Henry Hathaway, estrenada el 1936.

## Argument
L'estrella de cinema Mavis Arden està embolicada amb un polític malgrat el seu publicista vigilant Morgan. Planejant trobar el seu pretendent una altra vegada en la pròxima parada a la seva visita en la seva gira, Mavis es perd en una pensió rural remota...

## Repartiment
- Mae West
- Alice Brady